# Graz Giants 2013
Questa voce raccoglie le informazioni riguardanti i Graz Giants nelle competizioni ufficiali della stagione 2013.

## Prima squadra

### Austrian Football League 2013

#### Stagione regolare
| 23 marzo 2013, ore 13:30 CET 1ª giornata | Tirol Raiders | 31 – 21 (7-0 14-0 10-0 0-21) | Graz Giants | (3700 spett.) |

| 6 aprile 2013, ore 14:00 CEST 3ª giornata | Graz Giants | 58 – 20 (22-0 21-12 15-6 0-2) | AFC Rangers Mödling | (1500 spett.) |

| 20 aprile 2013, ore 15:00 CEST 5ª giornata | Prague Black Panthers | 7 – 23 (7-16 0-0 0-7 0-0) | Graz Giants | (170 spett.) |

| 27 aprile 2013, ore 15:00 CEST Recupero 2ª giornata | Graz Giants | 49 – 36 (7-0 10-7 19-0 13-29) | Danube Dragons | (1200 spett.) |

| 5 maggio 2013, ore 15:00 CEST 6ª giornata | Vienna Vikings | 24 – 20 (7-6 0-7 10-0 7-7) | Graz Giants | (3000 spett.) |

| 11 maggio 2013, ore 15:00 CEST 7ª giornata | Graz Giants | 28 – 54 (0-21 0-17 21-13 7-3) | Tirol Raiders | (1200 spett.) |

| 18 maggio 2013, ore 15:00 CEST 8ª giornata | Graz Giants | 58 – 14 (19-7 12-7 27-0 0-0) | Prague Black Panthers | (1550 spett.) |

| 8 giugno 2013, ore 17:00 CEST 9ª giornata | AFC Rangers Mödling | 0 – 41 (0-7 0-14 0-7 0-13) | Graz Giants | (300 spett.) |

| 22 giugno 2013, ore 17:00 CEST 10ª giornata | Danube Dragons | 21 – 40 (0-6 7-14 7-13 7-7) | Graz Giants | (800 spett.) |

| 29 giugno 2013, ore 20:30 CEST 11ª giornata | Graz Giants | 27 – 41 (0-21 13-14 0-6 14-0) | Vienna Vikings | (3000 spett.) |

#### Playoff
| 13 luglio 2013, ore 17:00 CEST Semifinale | Tirol Raiders | 52 – 49 (21-7 10-7 11-14 10-21) | Graz Giants | (2200 spett.) |

### European Football League 2013

#### Stagione regolare
| Graz 14 aprile 2013, ore 15:00 CEST 2ª giornata | Graz Giants | 27 – 21 (7-0 14-14 6-7 0-0) referto | Prague Black Panthers | Stadion Eggenberg (1500 spett.) |

#### Playoff
| Berlino 25 maggio 2013, ore 15:00 CEST Quarti di finale | Berlin Adler | 35 – 31 (0-14 9-7 0-7 26-3) referto | Graz Giants | Friedrich-Ludwig-Jahn-Sportpark (654 spett.) |

### Statistiche di squadra
| Competizione      | %Vittorie | In casa | In casa | In casa | In casa | In casa | In casa | In trasferta | In trasferta | In trasferta | In trasferta | In trasferta | In trasferta | Totale | Totale | Totale | Totale | Totale | Totale |
| Competizione      | %Vittorie | G       | V       | N       | P       | Pf      | Ps      | G            | V            | N            | P            | Pf           | Ps           | G      | V      | N      | P      | Pf     | Ps     |
| ----------------- | --------- | ------- | ------- | ------- | ------- | ------- | ------- | ------------ | ------------ | ------------ | ------------ | ------------ | ------------ | ------ | ------ | ------ | ------ | ------ | ------ |
| Stagione regolare | .600      | 5       | 3       | 0       | 2       | 220     | 165     | 5            | 3            | 0            | 2            | 145          | 83           | 10     | 6      | 0      | 4      | 365    | 248    |
| Playoff           | .000      | 0       | 0       | 0       | 0       | 0       | 0       | 1            | 0            | 0            | 1            | 49           | 52           | 1      | 0      | 0      | 1      | 49     | 52     |
| Stagione regolare | 1.000     | 1       | 1       | 0       | 0       | 27      | 21      | 0            | 0            | 0            | 0            | 0            | 0            | 1      | 1      | 0      | 0      | 27     | 21     |
| Playoff           | .000      | 0       | 0       | 0       | 0       | 0       | 0       | 1            | 0            | 0            | 1            | 31           | 35           | 1      | 0      | 0      | 1      | 31     | 35     |
| Totale            | .538      | 6       | 4       | 0       | 2       | 247     | 186     | 7            | 3            | 0            | 4            | 225          | 170          | 13     | 7      | 0      | 6      | 472    | 356    |

## Seconda squadra

### Austrian Football Division 3 2013

#### Stagione regolare
| 21 aprile 2013, ore 15:00 1ª giornata | Styrian Hurricanes | 10 – 30 | Graz Giants 2 |  |

| 28 aprile 2013, ore 14:00 2ª giornata | Graz Giants 2 | 21 – 49 (0-14 14-7 7-14 0-14) | Fürstenfeld Raptors |  |

| 12 maggio 2013, ore 15:00 3ª giornata | Pinzgau Devils | 9 – 28 | Graz Giants 2 |  |

| 19 maggio 2013, ore 15:00 4ª giornata | Graz Giants 2 | 35 – 6 (15-0 20-0 0-0 0-6) | Telfs Patriots |  |

| 26 maggio 2013, ore 15:00 5ª giornata | Graz Giants 2 | 38 – 0 | Styrian Hurricanes |  |

| 8 giugno 2013, ore 16:30 6ª giornata | Fürstenfeld Raptors | 34 – 14 (7-0 6-0 14-0 7-14) | Graz Giants 2 |  |

#### Playoff
| 22 giugno 2013, ore 14:00 Semifinale | Vienna Warlords | 46 – 20 (20-0 6-13 14-7 6-0) | Graz Giants 2 |  |

### Statistiche di squadra
| Competizione      | %Vittorie | In casa | In casa | In casa | In casa | In casa | In casa | In trasferta | In trasferta | In trasferta | In trasferta | In trasferta | In trasferta | Totale | Totale | Totale | Totale | Totale | Totale |
| Competizione      | %Vittorie | G       | V       | N       | P       | Pf      | Ps      | G            | V            | N            | P            | Pf           | Ps           | G      | V      | N      | P      | Pf     | Ps     |
| ----------------- | --------- | ------- | ------- | ------- | ------- | ------- | ------- | ------------ | ------------ | ------------ | ------------ | ------------ | ------------ | ------ | ------ | ------ | ------ | ------ | ------ |
| Stagione regolare | .667      | 3       | 2       | 0       | 1       | 94      | 55      | 3            | 2            | 0            | 1            | 72           | 53           | 6      | 4      | 0      | 2      | 166    | 108    |
| Playoff           | .000      | 0       | 0       | 0       | 0       | 0       | 0       | 1            | 0            | 0            | 1            | 20           | 46           | 1      | 0      | 0      | 1      | 20     | 46     |
| Totale            | .571      | 3       | 2       | 0       | 1       | 94      | 55      | 4            | 2            | 0            | 2            | 92           | 99           | 7      | 4      | 0      | 3      | 186    | 154    |